# 塩原新湯温泉
塩原新湯温泉（しおばらあらゆおんせん）は、栃木県那須塩原市（旧国下野国）にある塩原温泉郷の一つの温泉。
塩原温泉古町より日塩もみじライン（栃木県道19号藤原塩原線）を車で約10分ほど登った高原山系の富士山の麓標高約1000mに4軒の温泉旅館がある。富士山は今でも活火山とされる高原山の証となる水蒸気を噴出している。
　

## 温泉街

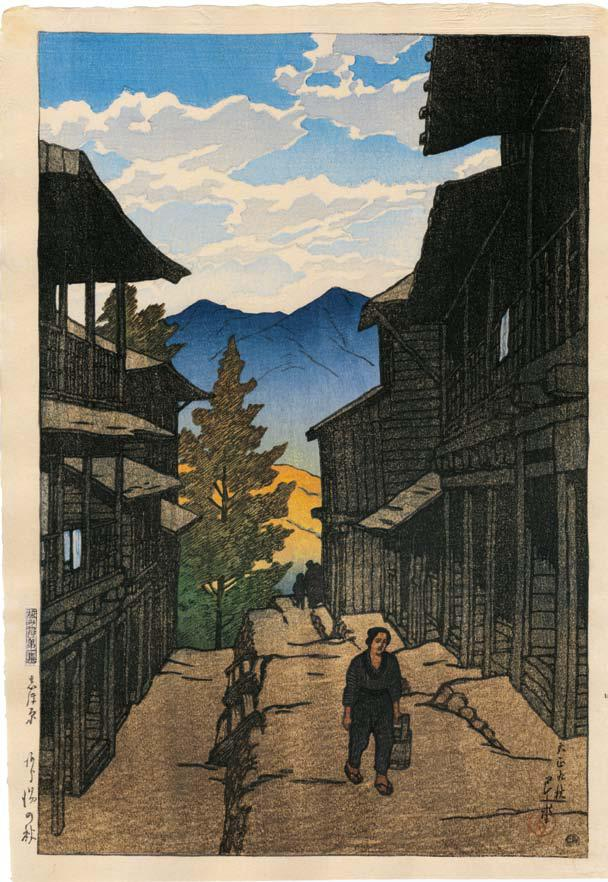
川瀬巴水「旅みやげ第一集」より『志ほ原 あら湯の秋』1920年(大正9年)

江戸時代中期に発見された300年の歴史を持つ。山津波により塩原元湯温泉が壊滅した時に新しく温泉が湧き出したため新湯温泉と呼ばれるようになった。　
4軒の温泉宿が有料道路沿いに寄り添っている。なかでも「やまの宿・下藤屋」は明治元年の創業で、温泉街随一の格式を誇る。またむじなの湯、寺の湯、中の湯の3つの共同浴場があり、低料金で利用できる。

### 泉質・効能
| 名称     | むじなの湯                      | 寺の湯              | 中の湯                |
| -------- | ------------------------------- | ------------------- | --------------------- |
| 泉質     | 硫酸塩泉                        | 硫酸塩泉            | 硫黄泉                |
| 源泉温度 | 59.2℃                           | 74.3℃               | 79.2℃                 |
| pH       | 2.4                             | 2.2                 | 2.6                   |
| 効能     | 神経痛、リウマチ 筋肉痛、関節炎 | 皮膚病、水虫 やけど | 神経痛、筋肉痛 関節痛 |

※注 : 効能はその効果を万人に保証するものではない　

## 交通
- 鉄道 - 宇都宮線西那須野駅よりジェイアールバス関東の路線バスで約40分、終点の塩原温泉バスターミナル下車、その後ゆ～タクに乗り換え約20分。
- 車 - 東北自動車道西那須野塩原ICより国道400号で約30分。